# Fluorek platyny(VI)
Fluorek platyny(VI), heksafluorek platyny, PtF
6 – nieorganiczny związek chemiczny z grupy fluorków, w którym platyna występuje na +6 stopniu utlenienia. Jest paramagnetykiem.
Związek ten można otrzymać w wyniku reakcji fluoru i platyny:
Pt + 3F
2 → PtF
6
Heksafluorek platyny można też otrzymać w wyniku dysproporcjonowania PtF
5, które powstaje w wyniku reakcji chlorku platyny(II) i fluoru:
2PtCl
2 + 5F
2 → 2PtF
5 + 2Cl
2
2PtF
5 → PtF
6 + PtF
4
Jest bardzo silnym utleniaczem – może utlenić ditlen do formy O+
2 i reagować z ksenonem, dając XePtF
6. Przechowuje się go w niklowych naczyniach lub ze stopu Monela, ponieważ związek ten może reagować ze szkłem, nawet w temperaturze pokojowej.